# Arachnogyaritus celestini
Arachnogyaritus celestini (лат.) — вид жуков-усачей рода Arachnogyaritus из подсемейства Lamiinae. Обнаружены в юго-восточной Азии: Лаос. Мелкого размера жуки серовато-чёрного цвета. На переднеспинке два крючковидных и загнутых назад выступа. Тело покрыто многочисленными мелкими волосками. Внешне напоминает некоторых шиповатых древесных муравьёв рода Polyrhachis. Вид был впервые описан в 2016 году энтомологами Ксавье Гувернью и Франциско Витали (Musée national d’histoire naturelle de Luxembourg, Люксембург). Вместе с другими видами из Лаоса (A. andrei и A. saleuii) образует новый род Arachnogyaritus в составе трибы Gyaritini.